# Caranx
Caranx – rodzaj ryb okoniokształtnych z rodziny ostrobokowatych (Carangidae). W języku polskim określane są nazwą karanksy.

## Klasyfikacja
Gatunki zaliczane do tego rodzaju:
| - Caranx bucculentus - Caranx caballus - Caranx caninus - Caranx crysos – karanks kryzos, kryzos - Caranx fischeri - Caranx heberi - Caranx hippos – karanks atlantycki, karanks - Caranx ignobilis – karanks żółtopłetwy | - Caranx latus – karanks szeroki - Caranx lugubris - Caranx melampygus - Caranx papuensis - Caranx rhonchus – chropik, trzogon chropawy, karanks chropik - Caranx senegallus – karanks senegalski - Caranx sexfasciatus – karanks półżółty, karanks smugowy - Caranx tille |

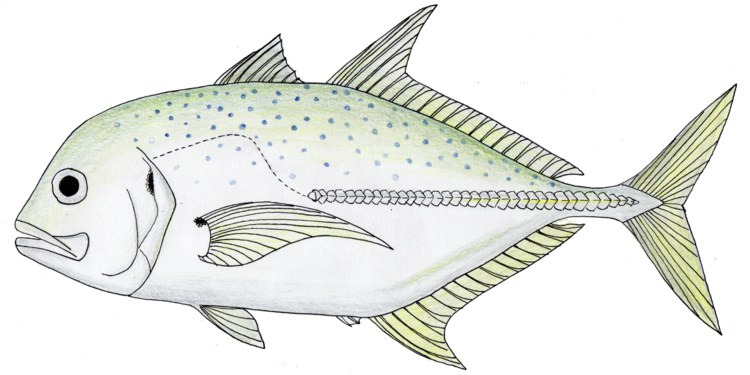
Caranx bucculentus
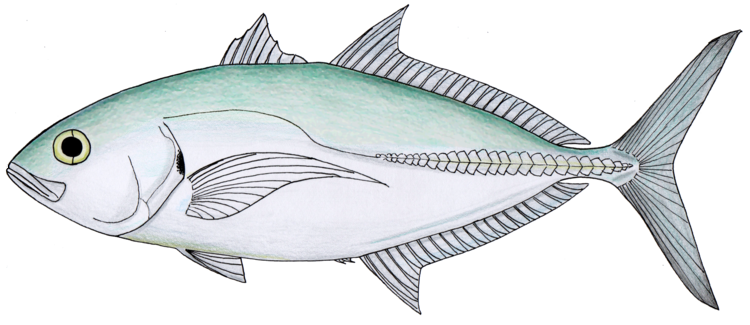
Caranx caballus
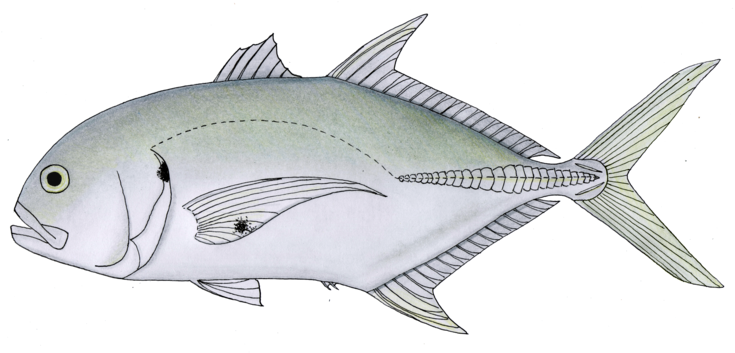
Caranx caninus
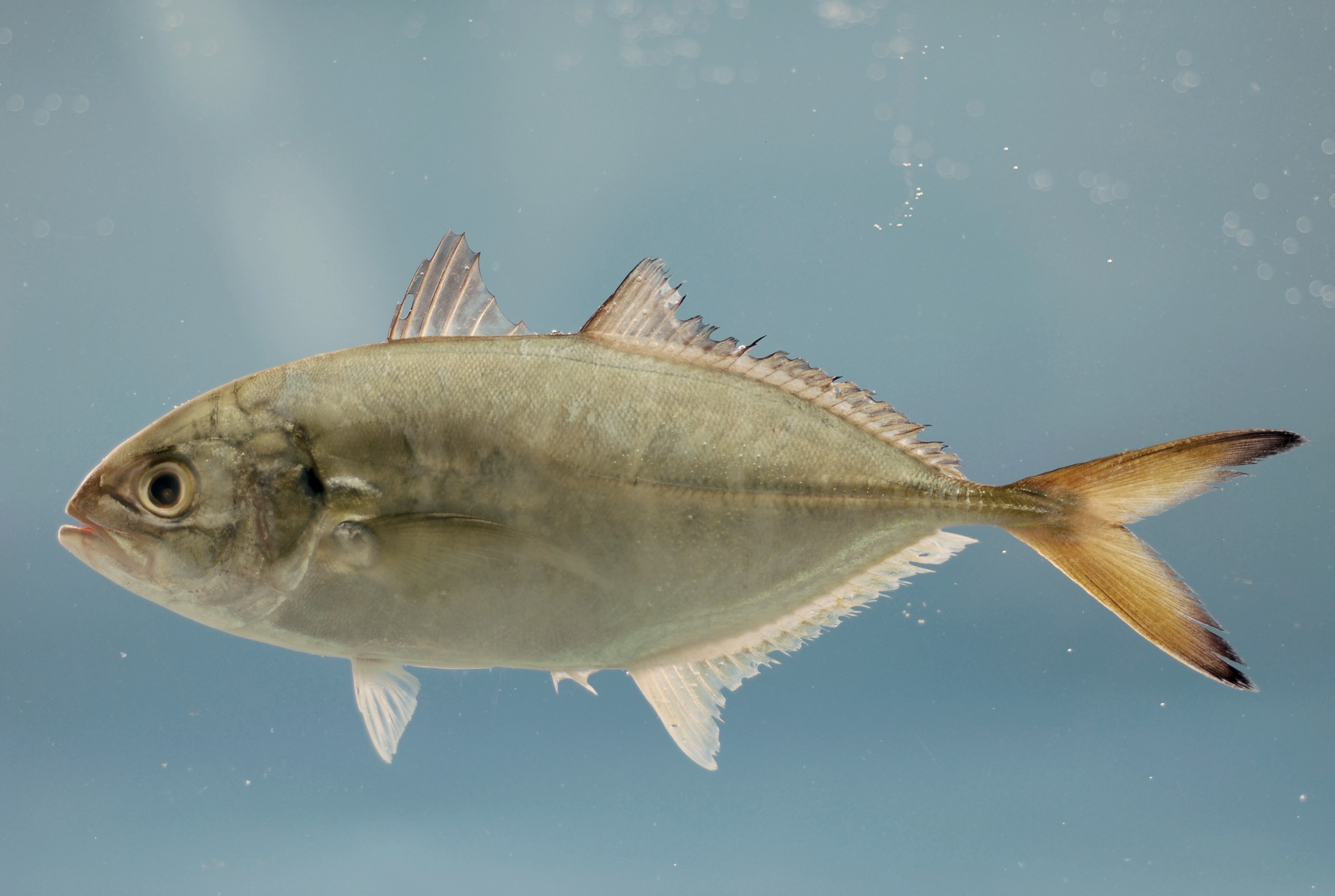
Caranx crysos
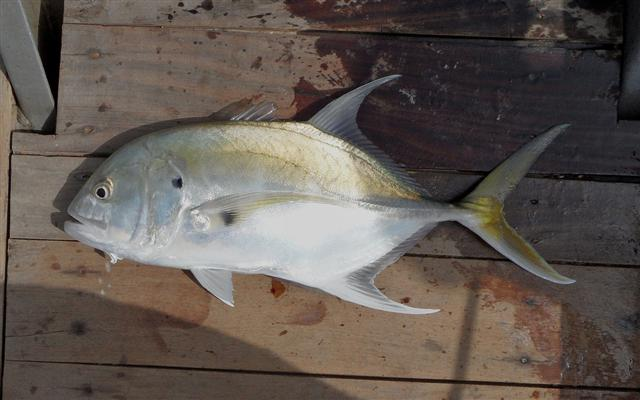
Caranx fischeri
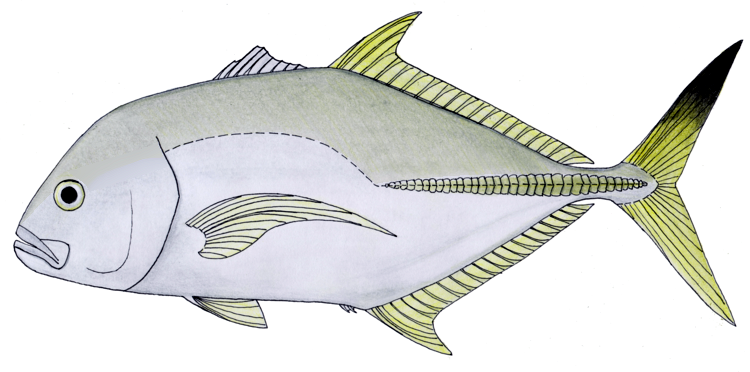
Caranx heberi
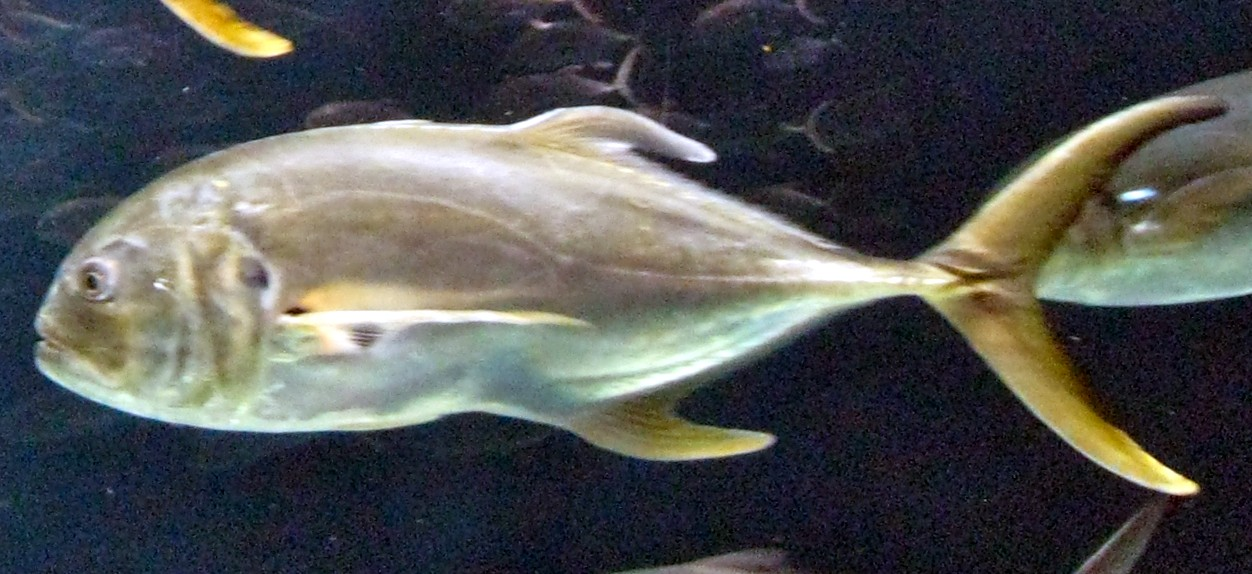
Caranx hippos
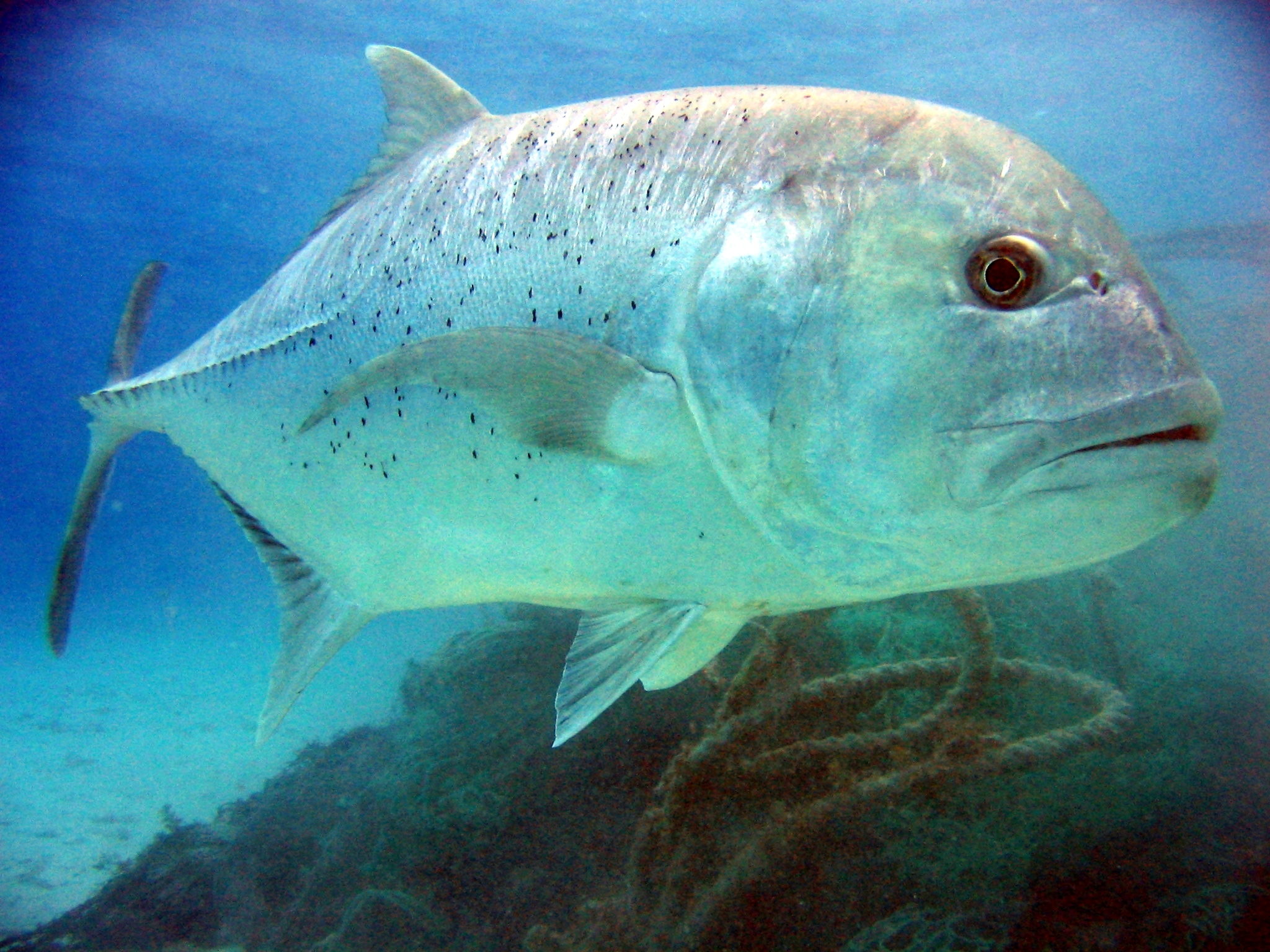
Caranx ignobilis
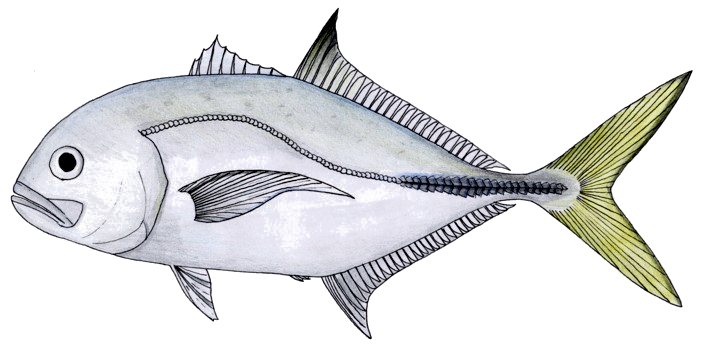
Caranx latus
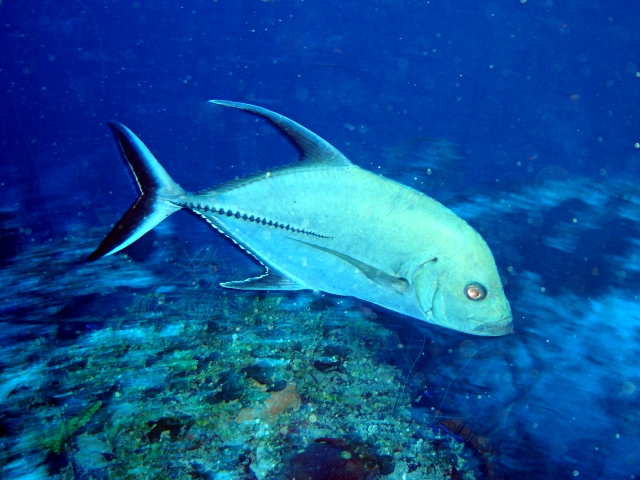
Caranx lugubris
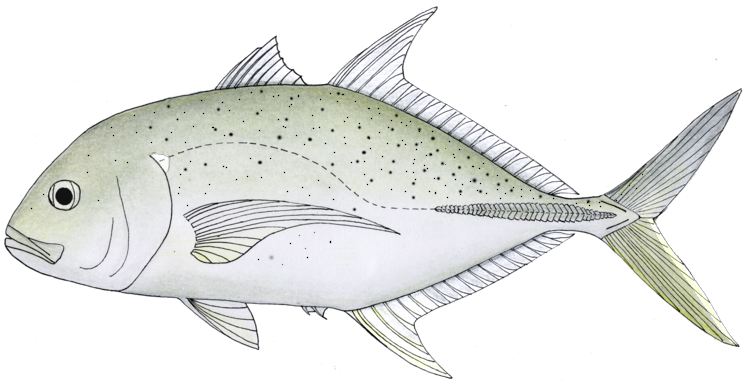
Caranx papuensis
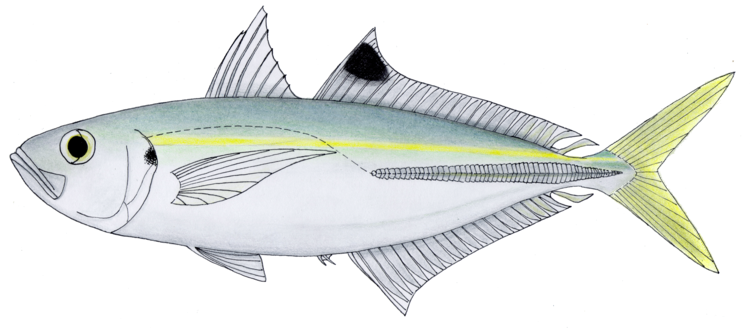
Caranx rhonchus
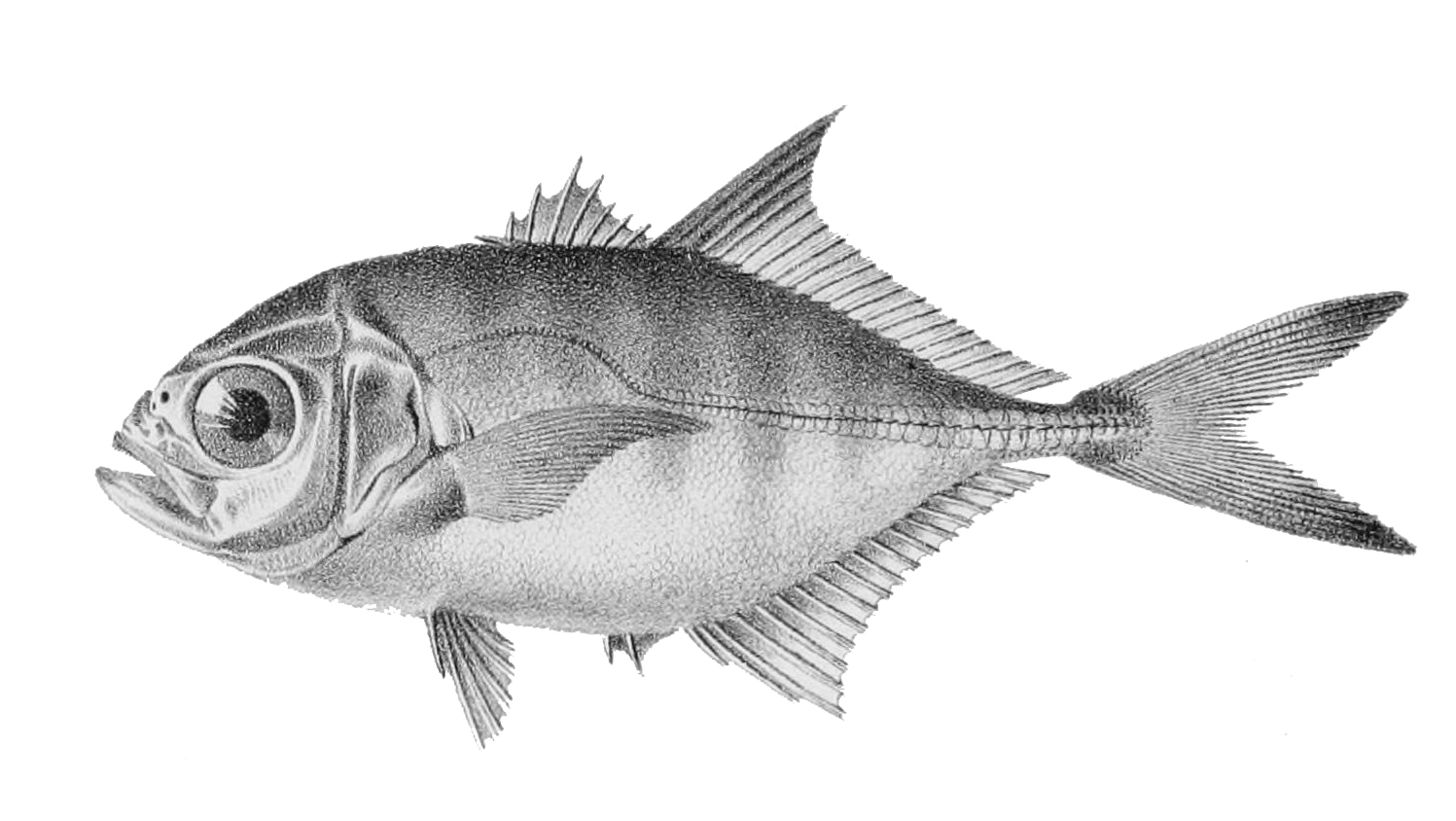
Caranx senegallus
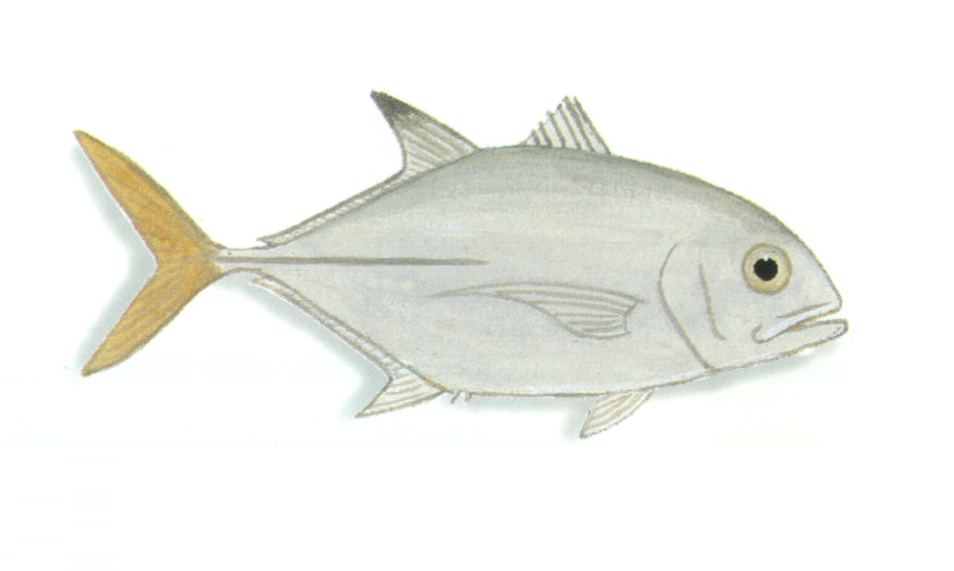
Caranx sexfasciatus
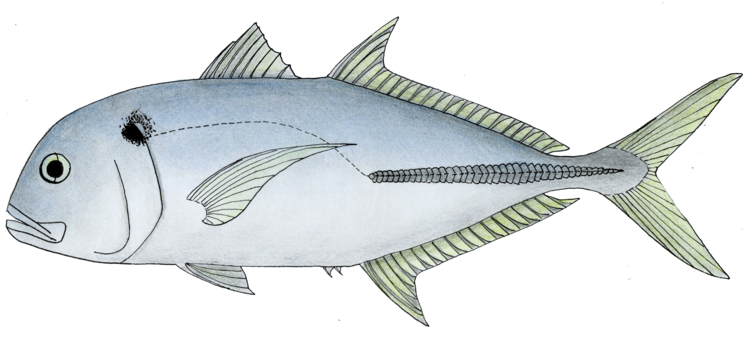
Caranx tille